# Josef Bogataj
Josef Bogataj (14. března 1905 – 3. ledna 1970) byl protikomunistický odbojář a bratr Františka Bogataje.

## Život
Narodil se 14. března 1905 v Rateči, tehdy patřící Itálii, dnes patřící Slovinsku. Jeho otec byl tesař Jan Bogataj. Před německou okupací byl zaměstnán jako dělník v pivovaře v Uherském Ostrohu. Zde pracoval až do konce roku 1940. V lednu 1941 odešel ilegálně do Jugoslávie a vstoupil do Československé zahraniční armády. Po únoru 1948 byl součástí protikomunistického odboje, kde měl roli zpravodajského kurýra. 5. srpna 1949 byl Bogataj zatčen. V rozsudku vynesený 2. března 1951 v Uherském Hradštii dostal doživotí. Dne 7. října 1963 rozhodnutím prezidenta republiky mu byl prominut zbytek trestu odnětí svobody. Poté se vrátil domů do Uherského Ostrohu a žil u své sestry Antonie. 3. ledna 1970 zemřel v nemocnici v Uherském Hradišti.

### Soukromý život
Bogataj se v roce 1936 oženil s Leopoldou Hošovovou (narozena 18. října 1914) a měl s ní dvě děti: Jindřišku a Josefa. Od března 1948 s manželkou nežil ve společné domácnosti. Ta se odstěhovala do Podmokel, kde vychovávala a starala se o syna Josefa. Bogataj se staral o dceru Jindřišku, která s ním bydlela v Uherském Ostrohu. Během věznění Bogataje se s ním manželka rozvedla.